# Endless Summer Vacation
Endless Summer Vacation is het achtste studioalbum van de Amerikaanse zangeres Miley Cyrus, uitgebracht op 10 maart 2023 via Columbia Records.
Kort na de release van haar zevende studioalbum Plastic Hearts (2020) verliet Cyrus RCA Records en begon te werken aan haar volgende album nadat ze begin 2021 een contract had getekend bij Columbia. Tijdens het werken aan dit album bracht Cyrus het live-album Attention: Miley Live uit.
De eerste single "Flowers" werd uitgebracht op 12 januari 2023. Het vestigde verschillende streamingrecords en stond acht weken op nummer één in de Amerikaanse Billboard Hot 100, waarmee het Cyrus tweede nummer 1-hit in het land werd. Het stond verder bovenaan de hitlijsten in 36 andere landen. In Nederland was het Cyrus' eerste nummer 1-hit en stond het nummer meer dan tien weken bovenaan de Nederlandse Top 40. De tweede single, "River", werd uitgebracht op 13 maart 2023.
Na de release ontving Endless Summer Vacation positieve recensies van muziekrecensenten. Tegelijk met het album werd de Disney + concertspecial "Miley Cyrus - Endless Summer Vacation (Backyard Sessions)" uitgebracht, waarin Cyrus een live-uitvoering van de nummers geeft. Hiermee ging Cyrus verder met de 'Backyard sessions' optredens die ze sinds 2012 geeft. Bij het nummer "Wonder Woman" werd Cyrus op de piano vergezeld door Rufus Wainwright.
Endless Summer Vacation is een pop/dance-popplaat met invloeden uit de rock-, country- en experimentele muziek. Cyrus schreef verschillende nummers op het album samen met Michael Pollack en Gregory Hein. In eerste instantie werden de nummers geschreven met alleen piano-begeleiding, waarna ze werden uitgewerkt tot de nummers zoals ze op het album staan. Ze werkte voor dit album met verschillende producers. Het album is opgenomen in een aantal locaties in Los Angeles, Nashville en Londen.

## Tracklijst
| 1.                 | Flowers                                   | 3:20 |
| 2.                 | Jaded                                     | 3:05 |
| 3.                 | Rose Colored Lenses                       | 3:43 |
| 4.                 | Thousand Miles (featuring Brandi Carlile) | 3:51 |
| 5.                 | You                                       | 2:59 |
| 6.                 | Handstand                                 | 3:25 |
| 7.                 | River                                     | 2:42 |
| 8.                 | Violet Chemistry                          | 4:06 |
| 9.                 | Muddy Feet (featuring Sia)                | 2:16 |
| 10.                | Wildcard                                  | 3:13 |
| 11.                | Island                                    | 3:59 |
| 12.                | Wonder Woman                              | 3:05 |
| Totale duur: 39:44 |                                           |      |

Op een aantal versies van het album is een demoversie van Flowers als bonustrack opgenomen.

## Hitlijsten
- Australië: #1
- België (Vlaanderen): #2
- België (Wallonië): #3
- Canada: #3
- Denemarken: #4
- Duitsland: #2
- Finland: #2
- Frankrijk: #6
- Griekenland: #16
- Hongarije: #3
- Ierland: #1
- IJsland: #4
- Italië: #4
- Japan: #24
- Litouwen: #2
- Nederland: #1
- Nieuw-Zeeland: #1
- Noorwegen: #1
- Oostenrijk: #1
- Polen: #2
- Portugal: #1
- Slowakije: #3
- Spanje: #4
- Tsjechië: #3
- Verenigd Koninkrijk: #1
- Verenigde Staten: #3
- Zweden: #2